# Mazghuna
Mazghuna är en ort som ligger 5 kilometer söder om Dahshur i distriktet Giza cirka 45 kilometer söder om Kairo, Egypten. På platsen finns ett flertal pyramider byggda av tegelsten daterade från Egyptens tolfte dynasti. Det finns två oidentifierade pyramider i Mazghuna som tros härröra till Amenemhet IV och Sobekneferu men det finns inga påtagliga bevis för detta. Den södra av de två pyramiderna ligger cirka 5 kilometer från Den Böjda Pyramiden i Dahshur och har en bas som är cirka 52,5 kvadratmeter men pyramiden blev aldrig färdigbyggd.